# Habighorst
Habighorst este o comună din landul Saxonia Inferioară, Germania.